# Остров Кусова
Остров Кусова — небольшой остров Шантарского архипелага, расположенный в 14 км восточнее Большого Шантара. Длина острова составляет 4,5 км, ширина 2,5 км. Открыт в 1829 году российским гидрографом Прокофием Козьминым и назван в честь директора Российско-Американской компании Николая Кусова. Наивысшая точка — 651,8 м.
Входит в государственный природный заказник федерального значения «Шантарские острова». В 2013 году постановлением правительства России образован национальный парк «Шантарские острова», в состав которого вошёл и остров Кусова.